# Patrick Vandijck
Patrick Vandijck (19 september 1965) is een Belgisch politicus voor de PVV en diens opvolgers VLD en Open Vld.

## Levensloop
Vandijck werd politiek actief als gemeenteraadslid van Kortenaken na de gemeenteraadsverkiezingen van 1988. Na de verkiezingen van 1994 werd hij in 1995 aangesteld als schepen van ruimtelijke ordening en milieu, een functie die hij uitoefende tot hij midden 1996 vrijwillig ontslag nam. Hij werd als schepen verrassend opgevolgd door oppositielid Stefaan Devos van de CVP. Tegen deze aanstelling werd tevergeefs klacht neergelegd bij de provincie Vlaams-Brabant. Ook bij de Raad van State werd klacht over de aanstelling van Devos afgewezen.
Na de lokale verkiezingen van 2000 werd Vandijck aangesteld als burgemeester van deze gemeente in opvolging van partijgenoot Jos Debacker, een functie die hij uitoefende tot 2006 toen hij werd opgevolgd door CD&V-er Stefaan Devos. Tevens was hij tijdens deze legislatuur Vlaams-Brabants provincieraadslid. Na de lokale verkiezingen van 2012 was hij voorzitter van de Kortenakense gemeenteraad en vanaf januari 2016 wederom burgemeester van deze gemeente.
Van beroep is hij deskundige buurt- en voetwegen bij de provincie Vlaams-Brabant.